# Южен малък ивичест кит
Южният малък ивичест кит (Balaenoptera bonaerensis) е вид бозайник от семейство Ивичести китове (Balaenopteridae).

## Разпространение и местообитание
Разпространен е в Австралия, Антарктида, Аржентина, Бразилия, Намибия, Нова Зеландия, Перу, Уругвай, Френски южни и антарктически територии, Чили, Южна Африка и Южна Джорджия и Южни Сандвичеви острови.